# Semaeopus vinodiscata
Semaeopus vinodiscata är en fjärilsart som beskrevs av Paul Dognin 1913. Semaeopus vinodiscata ingår i släktet Semaeopus och familjen mätare. Inga underarter finns listade i Catalogue of Life.